# شانيكا نولز
شانيكا شانيل نولز (بالإنجليزية: Shanica Knowles)‏ (ولدت في 17 نوفمبر 1990 م) هي ممثلة ومغنية أمريكية. وهي معروفة للعبها شخصية أمبير أديسون في هانا مونتانا.

## مهنة التمثيل
هي معروفة للعبها شخصية أمبير أديسون في هانا مونتانا، وللعب دور شونا كيتون في انتقل، كما لعبت دور فانيسا في غير رائع. كما ظهرت بدور صغير في عيد الميلاد الـ16 الرائع: الفيلم بطولة آلي وأي جي.
في يوليو 2007 ، ظهرت في حلقة من الموسم الثاني من هانا مونتانا بدور أمبر أديسون، وهي فتاة شعبية في المدرسة الثانوية وهي منافسة لمايلي ستيوارت. وأفضل صديقاتها آشلي، (آنا ماريا بيريز دي تاغلي). وهي رئيسة آشلي وتقول لها أن تصفق وتطرق بأصابعها بدلاً من الغناء. كم تأمر مايلي في كل الأوقات. أيضاً في عام 2007 ، ظهرت في ما يقرب في جميع الحلقات من أول موسم لهانا مونتانا بشخصية أمبير أديسون. شانيكا ظهرت في برنامج إيلين ديجينيرز بين الجمهور وهي ترقص مثلما ترقص إيلين في بداية كل عرض في 7 يوليو 2008. كما أنها ظهرت في مزرعة الولاية في أغسطس 2007. وفي الوقت الحاضر هي تصور حلقات ستظهر قريباً في هانا مونتانا.

## الفيلموغرافيا
| السنة             | الفيلم\المسلسل                   | الدور       | ملاحظات         |
| ----------------- | -------------------------------- | ----------- | --------------- |
| 2006-2005         | غير رائع                         | فانيسا      | 3 حلقات         |
| 2006-الوقت الحاضر | هانا مونتانا                     | أمبر أديسون | تظهر بشكل متكرر |
| 2007              | قفزة في!                         | شونا كيتون  |                 |
| 2007              | عيد الميلاد الـ16 الرائع: الفيلم | سييرا       |                 |

## الموسيقى
تغني نولز بضع أغاني في هانا مونتانا كما غنت بضع أغاني من مغنين آخرين في الشيء الكبير التالي

## وصلات خارجية
- شانيكا نولز على موقع IMDb (الإنجليزية)
- شانيكا نولز على موقع ألو سيني (الفرنسية)
- شانيكا نولز على موقع ميوزك برينز (الإنجليزية)
- شانيكا نولز على موقع أول موفي (الإنجليزية)
- شانيكا نولز على موقع قاعدة بيانات الفيلم (الإنجليزية)
- شانيكا نولز على موقع كينوبويسك (الروسية)

## المرجع
مقالة شانيكا نولز في ويكيبيديا الإنكليزية
Shanica Knowles